# あいち国際女性映画祭
あいち国際女性映画祭（あいちこくさいじょせいえいがさい）は、愛知県で毎年9月上旬に開催される映画祭。1996年に始まった。第1回は6月上旬に行われた。

## 概要
中京圏では唯一の国際映画祭。名古屋市東区のウィルあいちで開催される。小牧市、日進市、田原市、北名古屋市、弥富市、豊田市、長久手市、安城市、幸田町、犬山市、知立市など各年によって異なるが、周辺の複数都市でも作品の上映が行われる。
世界中で活動する女性監督を招待し、女性の生き方などをテーマとした作品や女性映画監督の作品を上映。開催期間中は関連したシンポジウムやワークショップも執り行われる。

## 各年概要

### 1996年
1996年（平成8年）6月6日から10日までの5日間で開催され、日本初公開5作品を含む24作品を上映し、12,029人が参加した。
映画上映の他には、映画の製作現場から見える「女の視点、男の視点」をテーマにシンポジウムを3度にわたり開催し、岩波ホールの総支配人であった高野悦子による講演「映像が女性で輝くとき」や、黒澤プロダクションのプロダクションマネージャー野上照代による講演「わが青春に悔いなしの時代」が開催された。

### 1997年
1997年（平成8年）9月3日から7日までの5日間で開催され、日本初公開4作品を含む14作品を上映し、12,770人が参加した。
映画上映の他には、前年に続いて岩波ホール支配人・高野悦子による「女性が拓く新しい世界」と題した講演のほか、クララ・ローや髙山由紀子ら映画監督や脚本家、衣装デザイナーのワダ・エミ、俳優ウッタラ・バオカルらによる対談が6回企画開催された。

### 1998年
1998年（平成10年）9月11日から15日までの5日間で開催され、日本初公開4作品を含む14作品を上映し、13,478人が参加した。
会期中には高野悦子の講演会や監督やその他ゲストトークの機会を開催し、直接参加者と交流する場を設けて女性の立場からの国際交流を促した。

### 1999年
1999年（平成11年）9月8日から12日までの5日間で開催され、日本初公開9作品を含む14作品を上映し、12,732人が参加した。
開催期間中に、映画監督、専門家を招いたトークイベントが8回開催された。映画プロデューサーの松井久子による講演や、「第七官界彷徨－尾崎翠を探して」の監督である浜野佐知によるゲストトークなどが行われた。

### 2000年
あいち国際女性映画祭2000は、2000年（平成12年）9月6日から同10日を会期とし、主会場となるウィルあいちのほか、9日には豊田市民文化会館・安城市文化センター・長久手町文化の家、10日には犬山市民文化会館・幸田町民会館においてもイベントが開催された。参加者は15,733人となり、このうち主会場以外の参加者は3,309人となった。

### 2001年
2001年（平成13年）9月5日から9日までの5日間で開催され、14作品（そのうち日本初公開は4作品）が上映された。監督によるトーク・講演会などを実施、参加者と交流する場を設けて、女性の立場からの国際交流を促進した。安城市・犬山市でも開催し、地域に広がる映画祭となった。
- 対象：一般
- 定員：上映各回800人
- 参加者：15,422人
- 入場料：上映1回前売800円、当日1,000円（交流パーティ2,000円、ゲストトーク・講演会などは無料）[1]

### 2002年
2002年（平成14年）9月4日（水）から9月8日（日）の4日間開催され、日本初公開2作品を含む15作品を上映し、15,598人が参加した。
映画上映の他には、映画監督である吉田喜重がこれまでの映画人生を振り返る講演会が開催された他、シンポジウム「女性監督はいま　世界の女性監督のおかれている立場」では、女性監督本人による現在の状況についての報告が行われた。

### 2003年
17作品（日本初公開は3作品）を上映。この年は2005年愛・地球博の開催を意識し、環境問題等についても広く考える場を開設した。また、地域的な広がりをもった映画祭をめざし、小牧市、犬山市、師勝町の3市町でも開催した。 
定員は上映各回800人で、参加者14793人(うち内3市町884人）、入場料は上映１回前売800円、当日1000円（交流パーティーは2000円、ゲストトーク・シンポジウム等は無料）。 

### 2004年
2004年（平成16年）9月8日から12日までの5日間で開催され、18作品（そのうち日本初公開は5作品）が上映された。監督によるトーク・講演会なども実施した。前年に引き続き2005年愛・地球博の開催に向けて、環境問題をテーマに考える場も設定した。犬山市・常滑市・小牧市・師勝町の4市町でも開催した。
- 対象：一般
- 定員：上映各回800人
- 参加者：14,614人
- 入場料：上映1回前売800円、当日1,000円（交流パーティ2,000円、ゲストトーク・シンポジウムなどは無料）[1]

### 2005年
日本初公開8作品を含む17作品を上映した。NPOとの協同企画や映画監督等によるゲストトークを開催するとともに、映画祭の開催10回目を記念したイベントとして3作品の再上映と記念講演を行った。地域的な広がりを求め、愛知県内の5市町村（豊田市、犬山市、小牧市、豊明市、師勝町）でも開催した。 
- 対 象：一般
- 定 員：上映各回800人
- 参加者：16，580人（内5市町 2,203人）
- 入場料：上映１回前売800円、当日1,000円

（交流パーティーは2,000円、ゲストトーク・シンポジウム等は無料）。

### 2007年
2007年9月5日から9月9日の間に開催された。日本初公開作品4本の上映と、世界的にも注目されている女性映画監督作品14本と日本映画の名作5本を上映した。
監督や俳優や関係者と市民が交流できるパーティーや、映画とジェンダーを考えるトークセッションや映像制作のワークショップが行われた。

### 2011年
2011年9月7日から11日までの5日間開催され、全23作品が上映された。北名古屋市、弥富市、一宮市、小牧市でも開催。

### 2012年
2012年9月1日から9日までの9日間開催され、全32作品が上映された。弥富市でも開催。

### 2019年
2019年（令和元年）9月4日から9月8日までの5日間に開催され、9月7日は弥富市・蟹江町でも上映が行われた。フィルム・コンペティションの受賞作品は以下の通りである。
- グランプリ及び観客賞
  - 実写部門：『わたしのヒーロー』監督；佐藤　陽子
  - アニメーション部門：『タイムマシン』監督；袴田　くるみ
- 審査員特別賞
  - 実写部門：『CA$H』監督；タン・ウェイティン
  - アニメーション部門：『His name is Pesu』監督；大巻　弘美

また、はるな愛の初監督作品である『mama』が特別招待作品として上映された。

### 2020年
新型コロナウィルス（Covid-19)感染防止対策を講じた上で、2020年（令和2年）9月3日から9月6日までの4日間に開催された。全30作品（そのうち日本初公開4作品、愛知県初公開7作品）を上映。例年行われてきた監督・俳優らの招聘のうち、海外からのものは見送った。フィルム・コンペティションの受賞作品は以下の通りである。
- グランプリ
  - 実写部門：『リッちゃん、健ちゃんの夏。』監督；大森　歩（おおもり　あゆみ）
  - アニメーション部門：『ペン＆マジック』監督；きし　あやこ
- 観客賞
  - 実写部門：『Birth ーめぐるいのちー』監督；川崎　技花（かわさき　あやか）
  - アニメーション部門：『Driving  Lessons』監督；マルズィエ・リアヒ